# BISTRO SMAP
《BISTRO SMAP》(일본어: ビストロスマップ, 한국어: 비스트로 스마프)는 후지 TV에서 방송되고 있는 "SMAP×SMAP"의 대표적인 인기 코너이다.

## 개요
방송 초기에는 SMAP의 멤버 중 요리가 특기였던 모리 카츠유키와 기무라 타쿠야가 요리 대결한다는 콘셉트로 시작해, 당시는 "당신의 추억을 만듭니다"라는 자막도 있었다. 그러나 방송 시작 직후에 모리가 자동차 경주 선수가 되기 위해 SMAP를 탈퇴하게 되어, 다른 멤버 5명 중에서 나카이 마사히로를 제외한 4명이 2팀으로 나뉘어 요리를 만들어 대전하는 형태로 변경되었다.
초기에는 "SMAP×SMAP"의 첫 번째 코너 다음에 방송이 되고 있었지만, 1998년경부터 첫 코너로 변경되었다.
또한, 프로그램 초기에는 게스트의 손님의 주문을 받을 때 "여기 비스트로(BISTRO)에는 메뉴가 일절 없습니다. 원하는 요리를 말씀해 주시면 무엇이든 만들어 드리겠습니다"라는 진부한 표현이 있었지만, 2009년경부터는 생략되어 바로 주문을 받게 되었다.
방송에서 SMAP 멤버가 입고있는 요리사 의상의 색상은 나카이 마사히로는 핑크, 기무라 타쿠야는 빨강, 이나가키 고로는 파랑, 쿠사나기 츠요시는 노랑, 카토리 싱고는 초록색이다. 이 색의 유래는 "꿈이 MORIMORI"의 코너 중에서 "오토마츠군"의 색에서 유래한 것이라 전해지고 있지만, "오토마츠군"에서는 나카이는 파랑, 이나가키는 핑크로, 비스트로에서는 변경되었다.
또한, 비스트로 스마프(BISTRO SMAP)에서 만들어진 요리 레시피를 정리 한 프로그램 책이 일본의 서점에서 베스트셀러가 되는 등 프로그램의 대표적인 코너로 자리잡았다.

## 게스트 출연
일본의 정치계 거물 인사로는 방송 당시 현직 국회의원으로, 고이즈미 준이치로(1999년), 다나카 마키코(2000년), 아베 신조(2005년), 스기무라 타이조(2006년), 아소 다로(2008년)가 출연, 또한 총리 퇴임 후 호소가와 모리히로도 출연, 해외에서는 러시아의 정치가이자 전 대통령의 미하일 고르바초프(2010년) 등이 출연하였다.
키요하라 카즈히로, 오치아이 히로미츠, 아라카와 시즈카, 우사인 볼트, 데이비드 베컴 등 일본, 해외의 유명 스포츠 선수들도 출연하였다.
이외에도 팝가수 마돈나(2006년), 레이디 가가(2011년), 배우 카메론 디아즈(2004년), 리차드 기어(2005년), 니콜라스 케이지(2007년) 등의 헐리우드 스타들도 출연하였으며, 대한민국의 스타로는 장동건, 최지우, 이영애, 안정환, 보아, 권상우 등 이 출연하였다.
또한, 최고령 게스트로는 의학 박사이자 만 96세의 히노하라 시게아키(2008년), 최연소에는 만 4세의 이노우에 린나(2012년)이다. 가장 많은 인원의 게스트로는 AKB48 멤버 48명이 최다 출연이였다.
2009년에는 코너 시작 이후 처음으로, 자니즈 사무소의 후배인 KinKi Kids의 출연을 시작해, 이후 야마시타 토모히사 등 자니즈 사무소 소속의 후배 탤런트가 출연하게 되었다.

## 같이 보기
- SMAP×SMAP